# 통캉

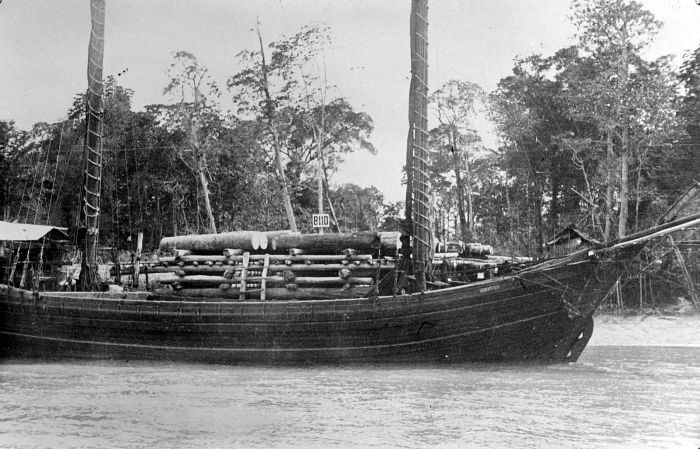
계류 중인 통캉의 모습

통캉(말레이어: Tongkang)은 주로 19세기 초, 말레이 제도에서 화물을 운송하기 위해 사용되던 목조 선박의 일종이다.

## 개괄
통캉은 기계장치 없는 무갑판 화물선의 일종으로, 노, 삿대, 돛 등의 방법으로 추진력을 얻었다.
초기의 통캉은 약 20 톤 이하 정도였으며, 키잡이의 지휘에 따라 열 명 남짓한 노잡이가 노를 저어 배를 움직였다. 보다 수심이 얕은 곳에서는 긴 삿대를 이용해 움직이기도 했다. 통캉의 크기는 1860년대까지 계속 커졌다.
돛을 다는 통캉은 정크가 아니면서도 정크식 장치(Junk rig)를 사용하는 두 종류의 말레이 전통 선박 중 하나였다. 전체적인 통캉의 선체 모양은 동아시아식 선박보다는 남아시아 등지에서 주로 쓰였던 다우에 가까웠다. 정크식 장치를 쓰지 않는 통캉의 경우 케치식 장치(Ketch rig)를 사용하기도 하였다.

## 같이 보기
- 피니시